# Фортуна (мини-футбольный клуб, Днепропетровск)
«Фортуна»  — украинская мини-футбольная команда из Днепропетровска, участник чемпионата Украины по мини-футболу.
В сезоне 1995/96 «Фортуна» выступала в высшей лиге чемпионата Украины, заменив в ней другой днепропетровский коллектив — «Нике». Команда заняла тринадцатое место из пятнадцати, после чего прекратила свои выступления в элитном дивизионе. В следующем сезоне ряд игроков «Фортуны» — Алексей Бережной, Олег Кузьменко, Сергей Лебедь, Владимир Фришбутер, Владимир Чапалда — выступали в составе другого днепропетровского клуба — «Механизатора».